# Devario annandalei
Devario annandalei är en fiskart som först beskrevs av Chaudhuri, 1908.  Devario annandalei ingår i släktet Devario och familjen karpfiskar. IUCN kategoriserar arten globalt som otillräckligt studerad. Inga underarter finns listade i Catalogue of Life.